# Andreas Gjersøe
Andreas Gjersøe (Bærum, 6 de agosto de 1976) es un deportista noruego que compitió en piragüismo en la modalidad de aguas tranquilas. Ganó una medalla de bronce en el Campeonato Mundial de Piragüismo de 1998, en la prueba de K4 200 m, y dos medallas de plata en el Campeonato Europeo de Piragüismo: en 1999 en la prueba de K2 200 m y en 2004 en K4 1000 m.

## Palmarés internacional
| Campeonato Mundial | Campeonato Mundial | Campeonato Mundial | Campeonato Mundial |
| Año                | Lugar              | Medalla            | Competición        |
| ------------------ | ------------------ | ------------------ | ------------------ |
| 1998               | Szeged (Hungría)   | Medalla de bronce  | K4 200 m           |
| Campeonato Europeo |                    |                    |                    |
| Año                | Lugar              | Medalla            | Competición        |
| 1999               | Zagreb (Croacia)   | Medalla de plata   | K2 200 m           |
| 2004               | Poznań (Polonia)   | Medalla de plata   | K4 1000 m          |